# Музыка Бенина

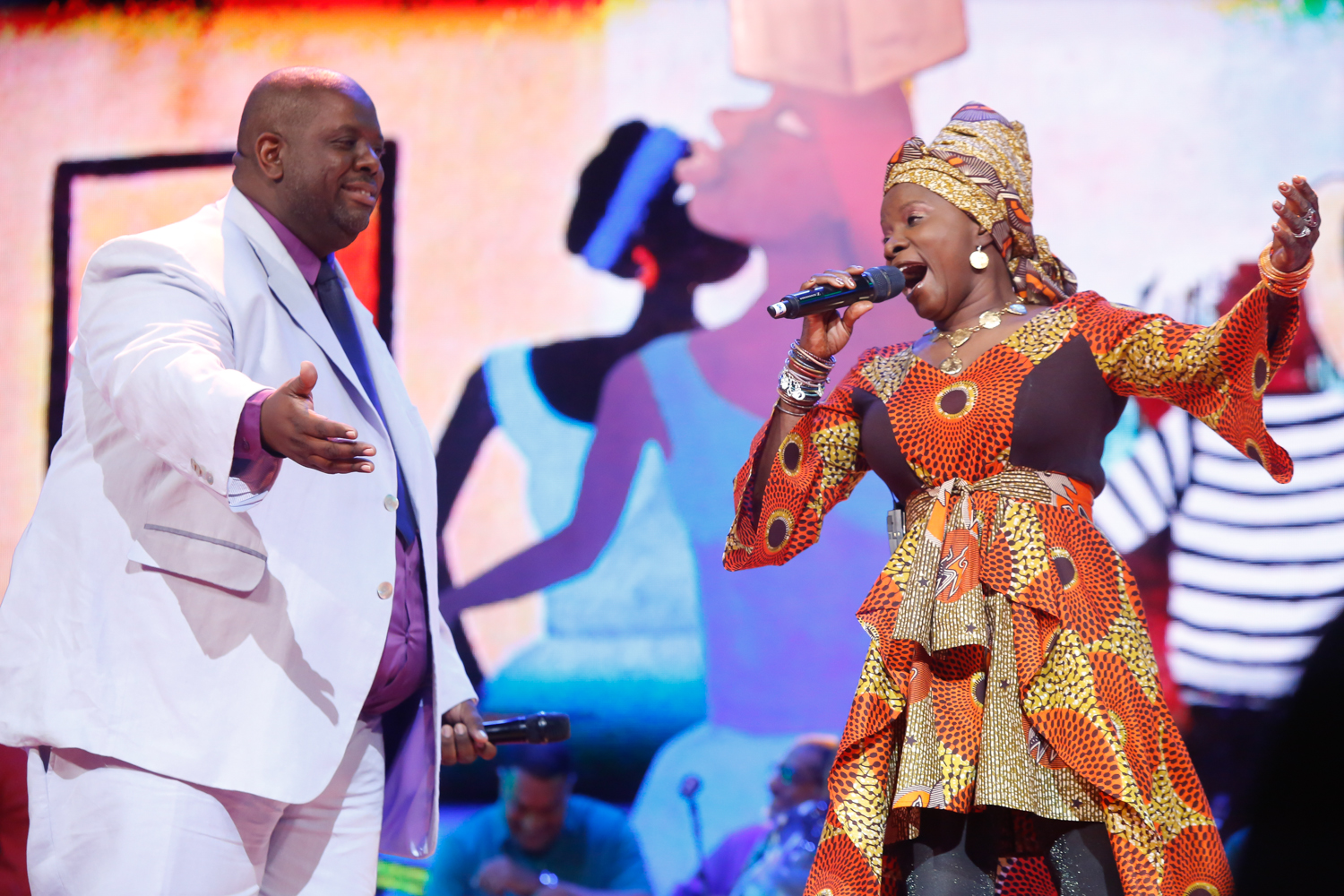
Перикл и Анжелика Киджо (справа) во время вручения 25-й премии бразильской музыки в Муниципальном театре. 2014

Музыка Бенина — музыкальная культура Бенина. После обретения независимости 1 августа 1960 года страна стала домом для яркой и инновационной музыкальной сцены, где местная народная музыка сочеталась с ганским хайлайфом, французским кабаре, американским роком, фанком, соулом и конголезской румбой. Она также имеет богатое разнообразие этномузыкальных традиций. Музыка Бенина сыграла важную роль на африканской музыкальной сцене, дав одну из крупнейших музыкальных звезд континента в лице Анжелики Киджо.

## Национальная музыка
Государственным гимном Бенина, принятым после обретения независимости в 1960 году, является «L’Aube Nouvelle» («Новая заря») Жильбера Жана Даньона.
Духовой оркестр Гангбе — всемирно известный бенинский музыкальный коллектив.

## Традиционная музыка

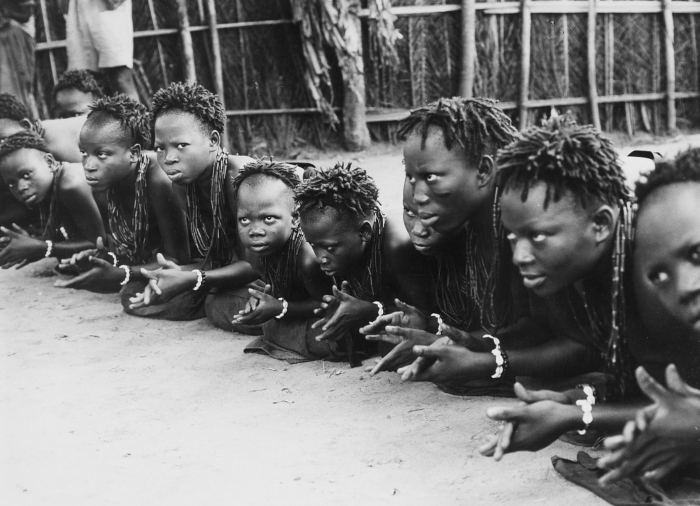
Танец приветствия. До 1969

Большинство из 9,32 миллиона жителей Бенина проживает на юге. Население включает в себя около 42 этнических групп. К ним относятся прибрежные популяции йоруба на юго-востоке, которые мигрировали из нынешней Нигерии в XII веке, фон в южно-центральной области вокруг Абомея, мина, сюэда и айя, пришедшие с территории, которая сейчас является государства Того.
Северные народы включают денди в северо-центральной области, которые пришли с территории современного Мали, народы бариба и фула на северо-востоке и бетаммарибе и сомба с хребта Атакора.

## Популярная музыка
В 1972 году к власти пришло правительство Кереку, которое ввело комендантский час и другие меры, препятствующие музыкальному самовыражению. Кереку поощрял местную народную музыку. Некоторые музыканты, такие как Тохон Стан, адаптировали народные стили для основной аудитории в стране и за рубежом, включая чинкуме, похоронную музыку, исполняемую с использованием водной перкуссии, которая была адаптирована в музыку системы чинк. Сагбохан Даниалоу, мульти-инструменталист из Порто-Ново, является ещё одним очень влиятельным музыкантом, который преобразовал традиционные религиозные ритмы вуду, такие как какагбо, в популярную музыку.
Игнасио Блацио Ошо был, пожалуй, самым влиятельным музыкантом периода после обретения независимости, наряду с Педро Гноннасом и Сусом Панчосом, Les Volcans и Picoby Band d’Abomey. Педро спродюсировал песню Feso Jaiye, которая стала хитом и была исполнена многими группами на вторых Всеафриканских играх в 1973 году.
Нел Оливер дебютировал во Франции в 1976 году, позаимствовав элементы со всей Африки и Соединённых Штатов, чтобы создать «афро-акпала-фанк».
Оркестр «Tout Puissant» Poly-Rythmo до сих пор является нарицательным в Котону и является одной из самых плодовитых групп в Африке, выпустившей более 50 пластинок, сотни 45-дюймовых пластинок и переизданий их произведений на компакт-дисках. Они гастролировали по Европе и США; Согласно обзору концертов в New York Times, группа «входит в очень короткий список величайших фанк-групп мира».
Бенинский гитарист Лайонел Луке — один из самых важных молодых музыкантов в джазе, в котором прослеживаются африканские влияния. В настоящее время Луке живёт в Нью-Йорке и является участником группы Херби Хэнкока.
Уилфрид Хоувану — бенинский певец и автор песен, известный под сценическим псевдонимом «РОББИ» (ранее Робби Сло).
Зейнаб Улукеми Хабиб, родившаяся в Абиджане в 1975 году, давала концерты по Африке и в 2005 году получила премию Kora Award как лучшая западноафриканская исполнительница. Она выпустила свой первый альбом Intori в 2001 году, второй альбом D’un endroit à l’autre в 2004 году и третий альбом Olukèmi в 2011 году.
Духовой оркестр Gangbé из Котону продолжил путь преобразования традиционной музыки вуду, объединив её с традициями джаза и духового оркестра. Gangbe выпустила четыре альбома: Gangbe (1998), Togbe (2001), Whendo (2004) и Assiko (2008), а также много гастролирует по Европе и Северной Америке.
В последние несколько десятилетий XX века произошло множество других событий, в том числе рост популярности регги, привезенного с Ямайки Яя Яови.
В бенинском хип-хопе и R’n’B популярные исполнители включают Swaggeraux и Swaggereuse Republic, Zeynab, King Jerry Bee, также известного как Kerekou De Showbiz, Yvan, Nila, Secteur Trema, Dibi Dobo, Pépé Oleka, Kuamy Mensah, Afafa, Diamant Noir, Cotonou City Crew, Ardiess, H2O, Dhalai-k, Kaysee Montejàno, LKS-Clan, Kaizah, Esprit Neg, Nasty Nesta, Mister Blaaz, Self Made Men, B-Syd, DAC, K-libr Volkaniq, Méthod X, Enod, Duce, Roccah, Jay Killah, Polo Orisha, Mutant, Adinon, Jupiter, 3K6, Kemtaan, 3 Game, CTN Heroes, Cyano-Gêne, ADN, 3e Monarchie, WP Baba Djèdjè, Orpair, Big C, Young J, Marshall Cyano, Уилф Энигма, Сэм, Радама Зи, Шиннин, Э-Рэй, Круз АГ, Сэм Сид, Инокс, БМГ Яри, Дурак Фая, Мамба Нуар, Бизи Бэби, Эрик ле Блан, Ассане Сас, Вижен, Олл Бакс, Муна, Сакпата Мальчик, Trust Infinity Crew, Риасемау.
Бенин также является домом для музыкантов зука, таких как Ричард Флэш, Мартин Ход и мисс Эспоир.
Калета (Леон ЛИГАН-Мажек) — гитарист из Бенинуа, певец, перкуссионист, лидер группы, который играл, записывался и гастролировал с Фелой Кути, King Sunny ADE и Lauryl Hill. Он является основателем группы Afrobeat Zozo Afrobeat и соучредителем AKOYA Afrobeat. Он также является фронтменом группы Afro Funk Kaleta и группы Super Yamba. Он живёт в Нью-Йорке уже 3 десятилетия, где зарекомендовал себя как продюсер и опытный сессионный музыкант. Калета выпустила более 50 песен по всему миру. Он также постоянно сотрудничает с Dj Bosq.